# Temple de la grosse cloche
Le temple de la grosse cloche, ou temple Da Zhong en (chinois simplifié : 大钟寺 ; en chinois traditionnel : 大鐘寺 ; en pinyin : Dàzhōng Sì), connu à l'origine sous le nom de temple Jue Sheng (chinois simplifié : 觉 生 寺 ; chinois traditionnel : 覺 生 寺 ; pinyin : Juéshēng Sì), est un temple bouddhiste situé à Pékin, en Chine.

## Histoire
Le temple de la grosse cloche est construit en 1733 sous le règne de l'empereur Yongzheng de la dynastie Qing (1644-1911).
Le nom du temple vient de la célèbre grosse cloche "Yongle" qui se trouve à l'intérieur du temple et qui a été coulée sous le règne de l'empereur Yongle (1403-1424) de la dynastie Ming (1368-1644). Selon un test de l'Académie chinoise des sciences, le son de la cloche Yongle peut atteindre jusqu'à 120 décibels et peut être entendu à 50 kilomètres du temple en pleine nuit. De nombreux experts en musique, dont certains de l'Institut chinois d'acoustique, ont trouvé son ton pur, profond et mélodieux avec un rythme enjoué. Sa fréquence varie de 22 à 800 hertz.
Le temple abrite un musée de la cloche (Guzhong bowuguan ; Musée de la cloche ancienne) depuis 1985, avec des centaines de cloches en bronze provenant de temples de toute la Chine.

Temple de la grosse cloche
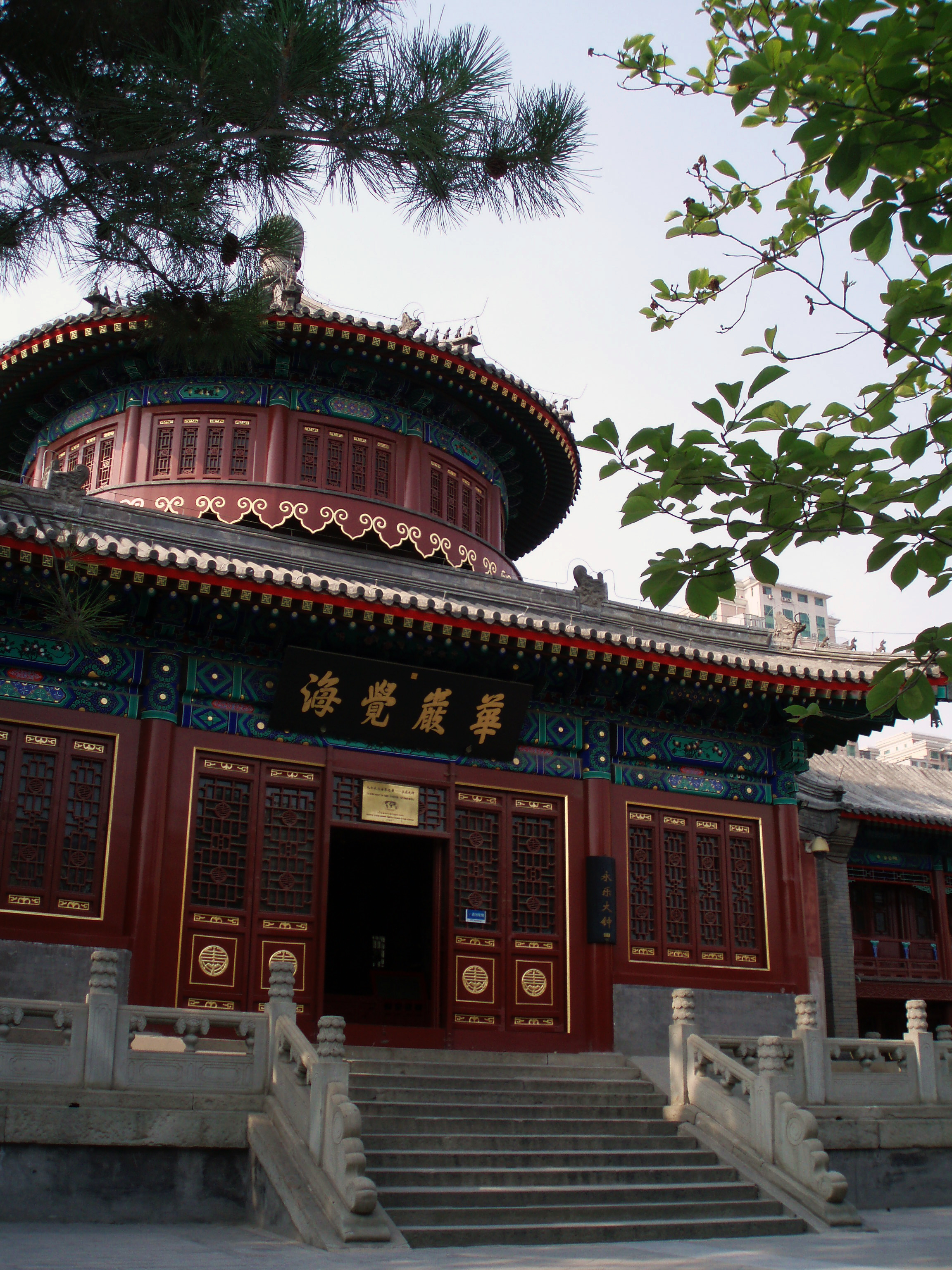
Le clocher du temple
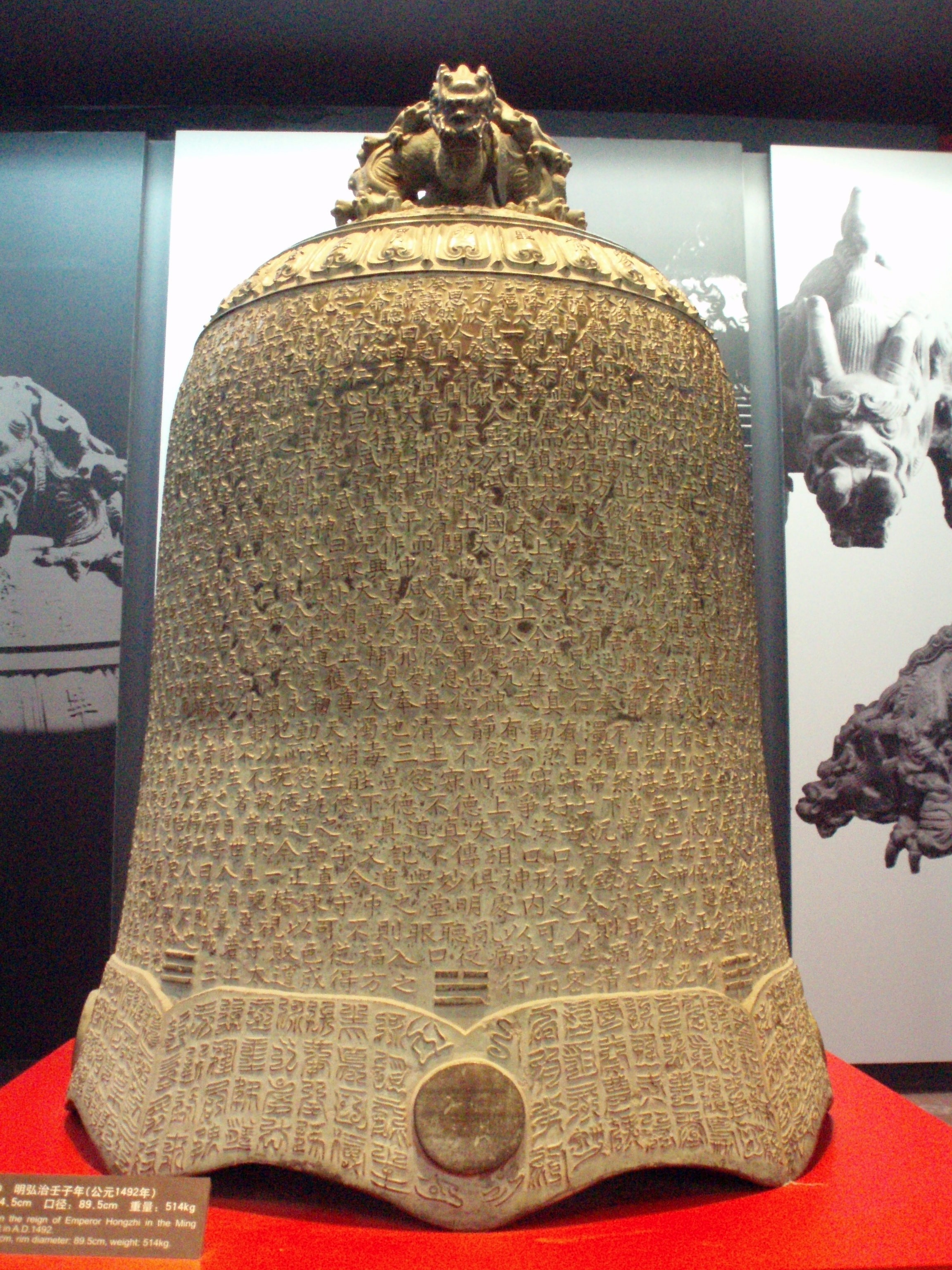
La cloche de la dynastie Ming du temple
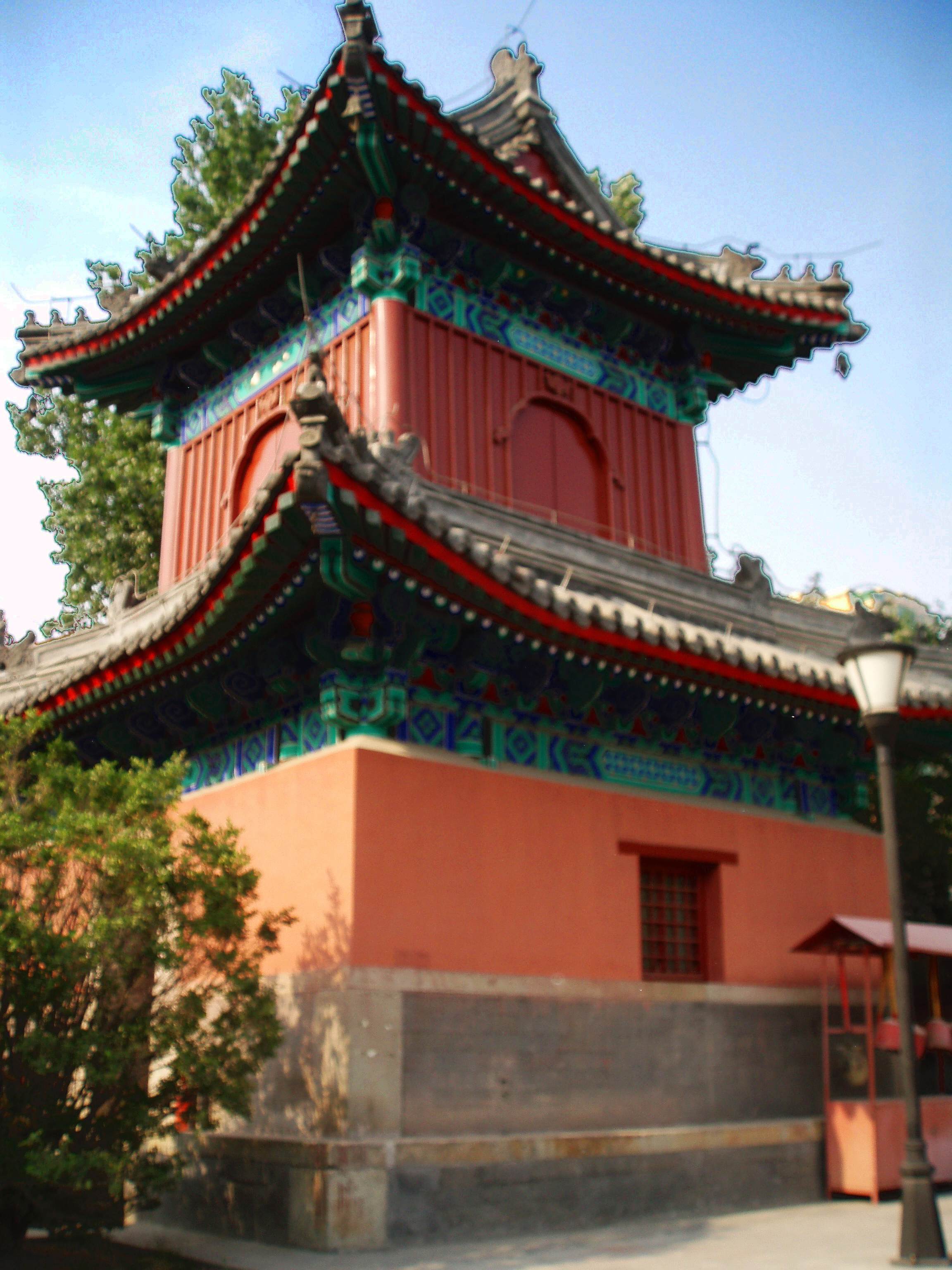
La tour du tambour du temple
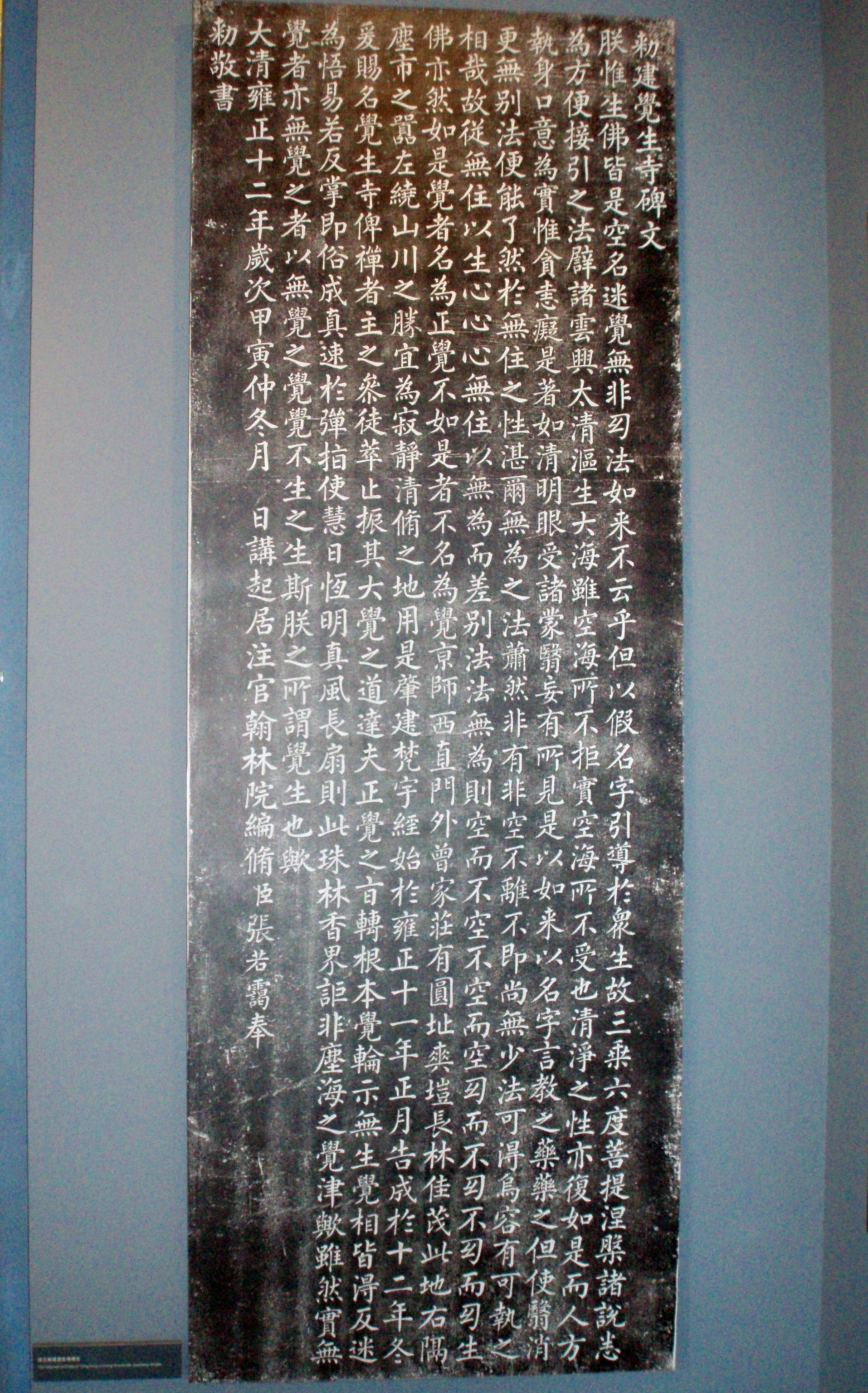
Inscription en pierre
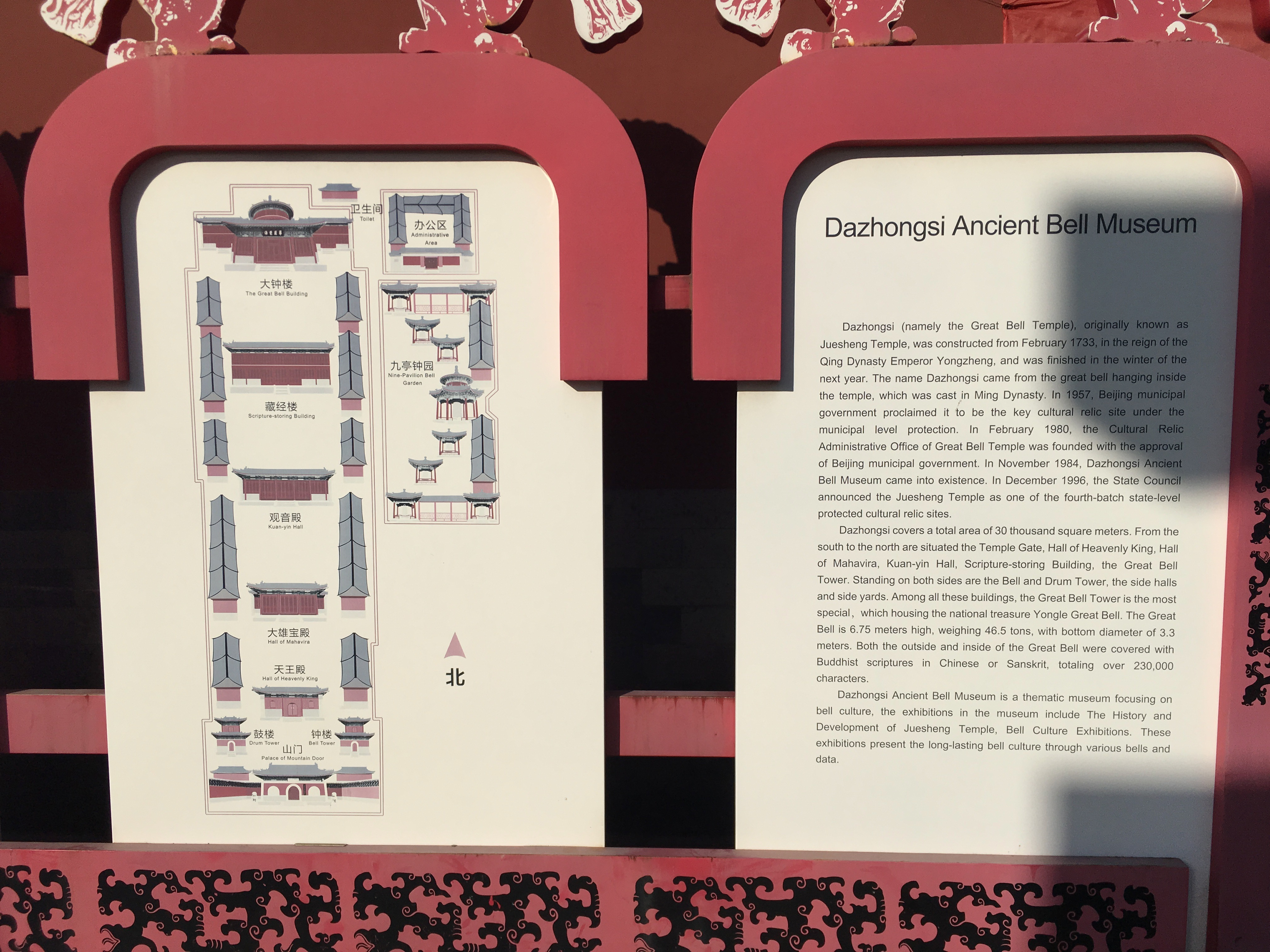
Plan du Temple de la Grosse Cloche
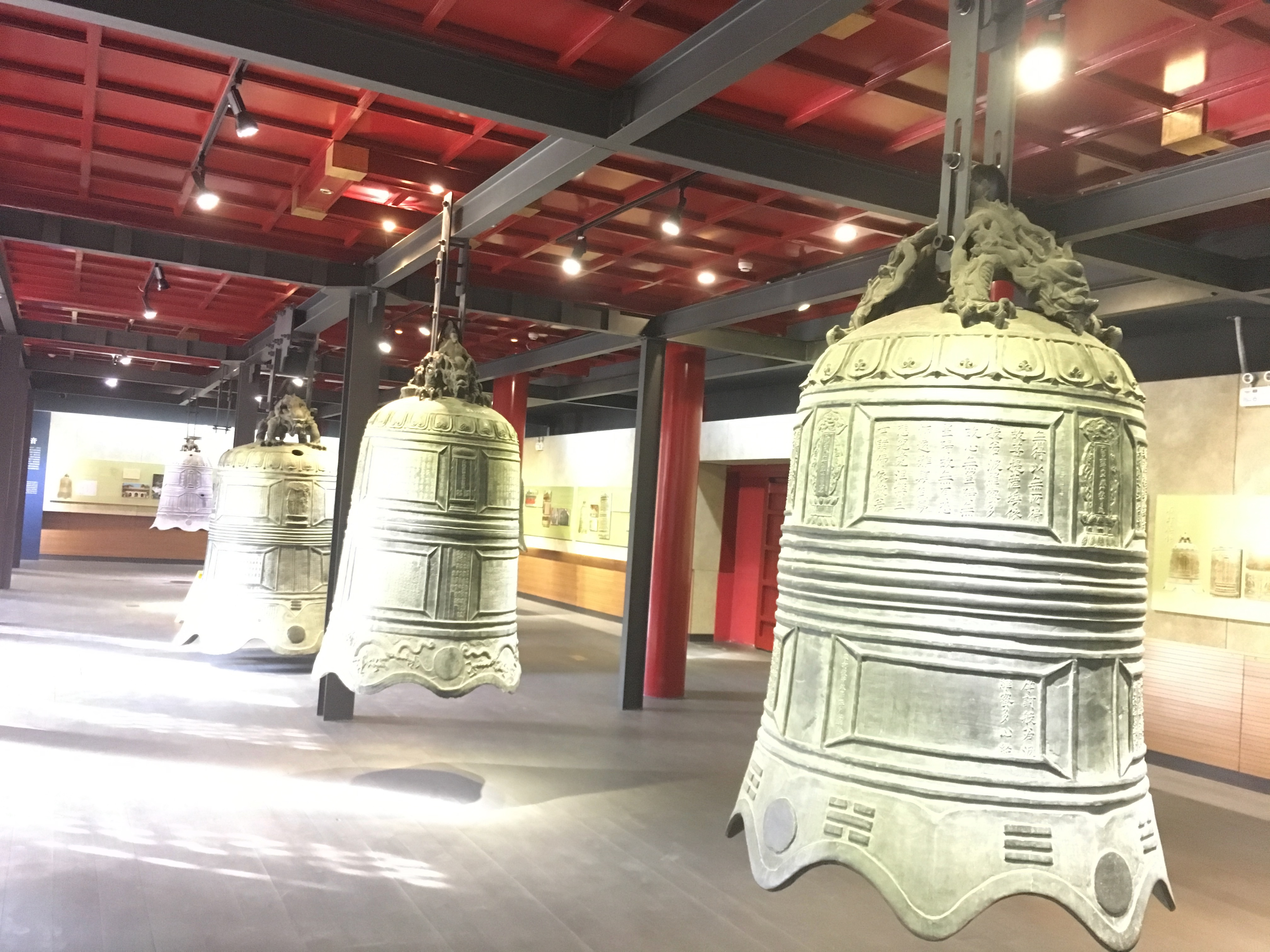
Intérieur du musée de la cloche
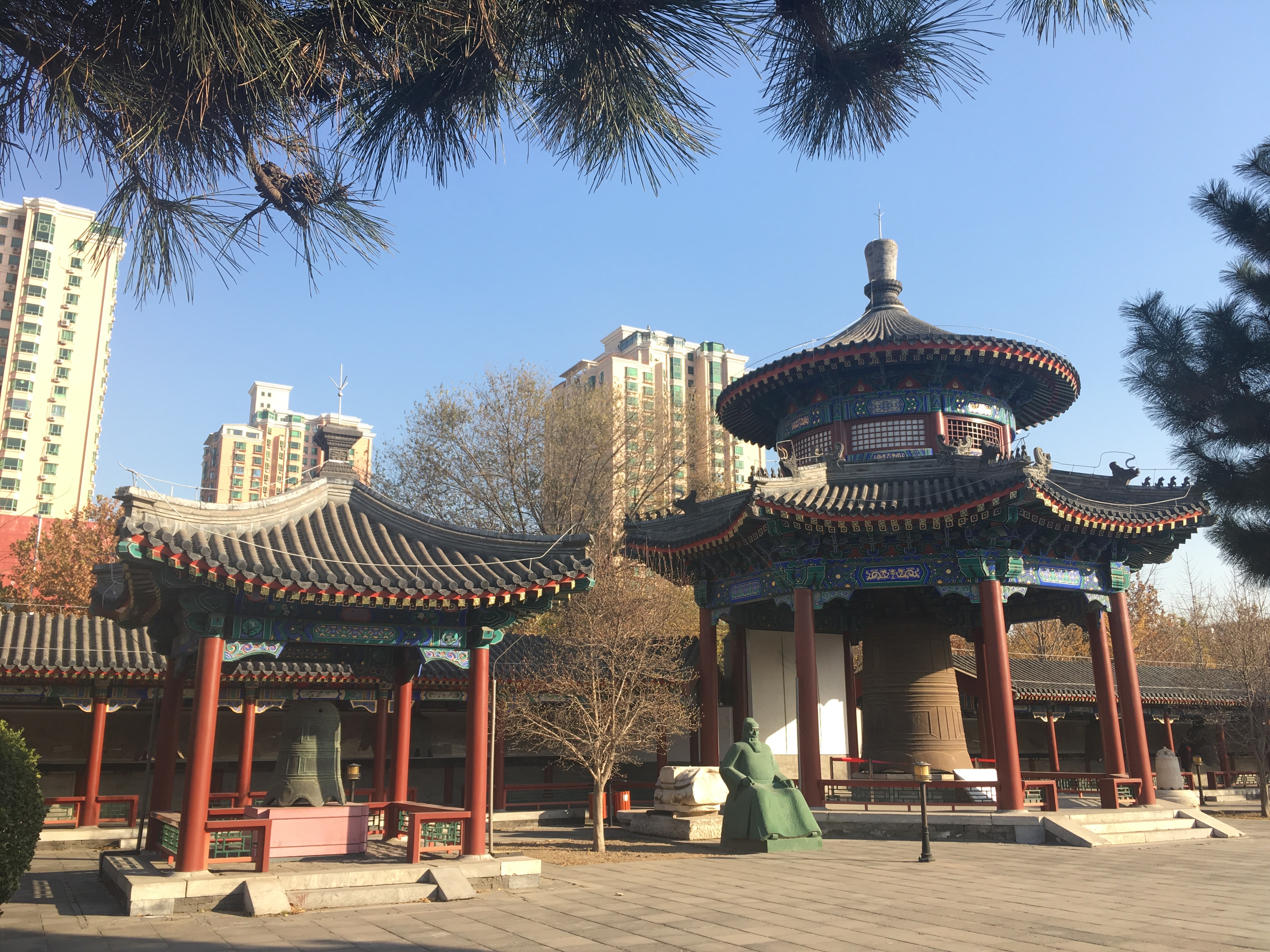
Jardin du Temple de la Cloche
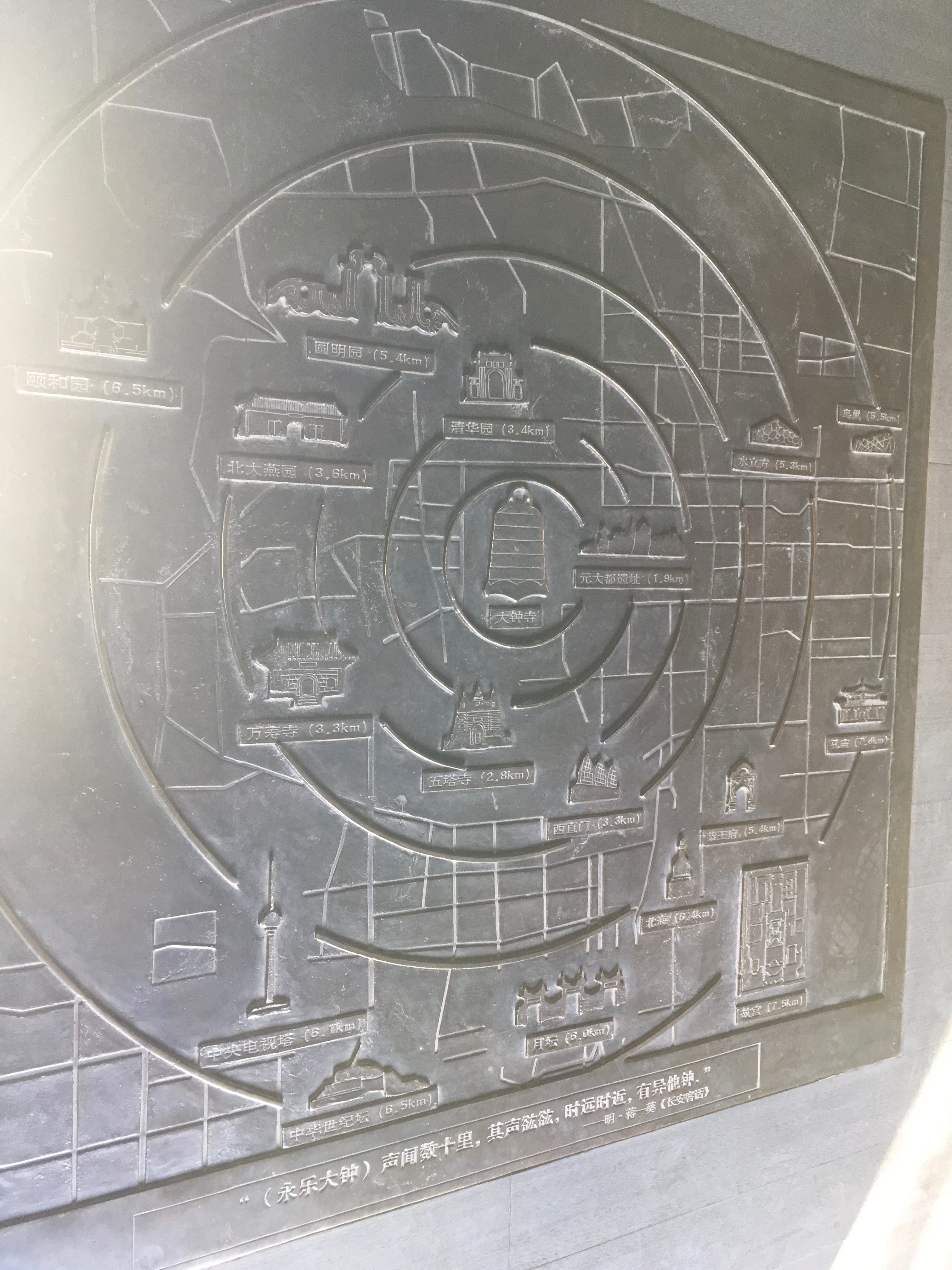
Plaque au sol indiquant les distances où la cloche peut être entendue